# Đàn tranh

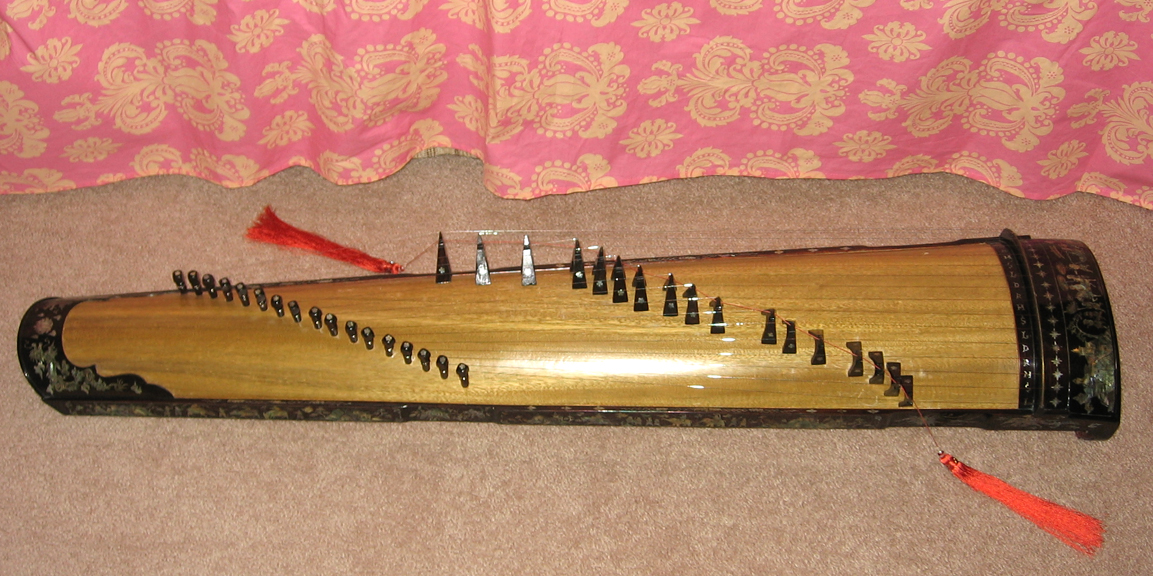
En 17-strängad đàn tranh. Den vänstra raden "knappar" är stämskruvar, den högra är de flyttbara stallen.

Đàn tranh (檀箏) är en vietnamesisk cittra. Den har en klanglåda av trä och strängar av stål. Strängarna är traditionellt sexton stycken, men de kan vara fler. Ungefär mitt på varje sträng sitter ett flyttbart stall, format som ett upp- och nervänt "V". Inför varje musikstycke flyttas stallen så att instrumentet blir stämt i styckets tonart. Strängarna slås an med höger hand. Vänsterhanden används till att trycka ner strängen på andra sidan stallet, varvid spänningen i strängen ökar och tonhöjden höjs. Genom att variera vänsterhandens tryck får man fram glissandon och andra ornament.
Đàn tranh spelas som soloinstrument eller i orkester. Det förekommer i konstmusik, opera och hovmusik och intar ofta en framträdande plats i musiken. Det spelas av både kvinnor och män, dock mest av kvinnor, och ger lite associationer till fröknar av god familj, ungefär som pianot i Europa.
Đàn tranh härstammar från den kinesiska cittran guzheng, liksom den japanska koton och den koreanska kayagum.